# Wunmi Mosaku
Wunmi Mosaku (Zaria, 31 de julho de 1986) é uma atriz britânico-nigeriana. Ela ganhou o BAFTA TV Award de Melhor Atriz Coadjuvante por seu papel como Gloria Taylor no telefilme Damilola, Our Loved Boy.

## Biografia
Em 2019, estrelou a quinta temporada de Luther. Em 2020, interpretou Ruby Baptiste Lovecraft Country na HBO, e no início em 2021, interpretou a personagem Hunter B-15 na série de televisão Loki do Universo Cinematográfico Marvel (MCU). Mosaku foi indicada ao BAFTA de melhor atriz em cinema e ganhou o Prêmio BIFA de melhor atriz britânica por seu papel como Rial no filme O Que Ficou Para Trás (2020).

## Filmografia

### Cinema
| Ano  | Filme                                   | Papel           | Nota(s)        |
| ---- | --------------------------------------- | --------------- | -------------- |
| 2006 | The Women of Troy                       | Helena de Tróia |                |
| 2010 | Honeymooner                             | Seema           |                |
| 2010 | Womb                                    | Erica           |                |
| 2010 | I Am Slave                              | Malia           |                |
| 2011 | Citadel                                 | Marie           |                |
| 2013 | Philomena                               | Jovem freira    |                |
| 2016 | Batman v Superman: Dawn of Justice      | Kahina Ziri     |                |
| 2016 | Fantastic Beasts and Where to Find Them | Beryl           |                |
| 2018 | Leading Lady Parts                      | Ela mesma       | Curta-metragem |
| 2019 | Sweetness in the Belly                  | Amina           |                |
| 2020 | His House                               | Rial            |                |
| 2022 | Call Jane                               | Gwen            |                |
| 2022 | Alice, Darling                          | Sophie          |                |
| 2024 | Deadpool & Wolverine                    | Caçadora B-15   |                |
| 2025 | Pecadores                               | Annie           |                |

### Televisão
| Ano       | Programa                           | Papel                       | Nota(s)                                               |
| --------- | ---------------------------------- | --------------------------- | ----------------------------------------------------- |
| 2007      | Sold                               | Bombeira                    | Episódio #1.5                                         |
| 2008      | Never Better                       | Server                      | Episódio: "First Week Euphoria"                       |
| 2008      | Doctors                            | Enfermeira Kelly Strathairn | Episódio: "Who Do You Think You Are Kidding?"         |
| 2008      | The Bill                           | Sophie Oduya                | Episódio: "Trial and Error: Part 1"                   |
| 2009      | Moses Jones                        | Joy                         | Minissérie                                            |
| 2010      | Silent Witness                     | Charlie Gibbs               | 4 episódios                                           |
| 2010      | One Night in Emergency             | Enfermeira                  | Telefilme                                             |
| 2010      | Father & Son                       | Stacey Cox                  | Miniseries                                            |
| 2010      | Law & Order: UK                    | Tamika Vincent              | Episódio: "Survivor"                                  |
| 2011      | Vera                               | DC Holly Lawson             | 5 episódios                                           |
| 2011      | 32 Brinkburn Street                | Joy                         | 5 episódios                                           |
| 2011      | The Body Farm                      | Rosa Gilbert                | Minissérie                                            |
| 2011      | Stolen                             | Sonia Carney                | Telefilme                                             |
| 2013      | Dancing on the Edge                | Carla                       | Minissérie                                            |
| 2013      | Jo                                 | Angélique Alassane          | Minissérie                                            |
| 2013      | Truckers                           | Danielle                    | Episódios #1.3                                        |
| 2014      | In the Flesh                       | Maxine Martin               | 6 episódios                                           |
| 2015      | Don't Take My Baby                 | Belinda                     | Telefilme                                             |
| 2015      | Capital                            | Quentina                    | Minissérie                                            |
| 2016      | Black Mirror                       | Katie                       | Episódios: "Playtest"                                 |
| 2016      | Damilola, Our Loved Boy            | Gloria Taylor               | Venceu—BAFTA de Melhor Atriz Coadjuvante em Televisão |
| 2017      | Fearless                           | DCS Olivia Greenwood        | Venceu—BAFTA de Melhor Atriz Coadjuvante em Televisão |
| 2017      | The End of the F***ing World       | DC Teri Darego              | 5 episódios                                           |
| 2018      | Kiri                               | DI Vanessa Mercer           | Minissérie                                            |
| 2019      | Luther                             | DS Catherine Halliday       | 4 episódios                                           |
| 2019      | Animal Babies: First Year on Earth | Narradora                   | Docusérie                                             |
| 2019      | Temple                             | Mercy King                  | Minissérie                                            |
| 2020      | Lovecraft Country                  | Ruby Baptiste               | 10 episódios                                          |
| 2021–2023 | Loki                               | Hunter B-15                 | 11 episódios                                          |
| 2022      | We Own This City                   | Nicole Steele               | 6 episódios                                           |
| 2023      | Black Mirror                       | Advogada da Joan na TV      | Episódio: "Joan Is Awful"                             |
| 2023      | Scavengers Reign                   | Azi (voz)                   |                                                       |
| 2024      | Passenger                          | Riya Ajunwa                 | 6 episódios                                           |